# ブリュッセル・フィルハーモニック
ブリュッセル・フィルハーモニック（Brussels Philharmonic）は、ベルギー・ブリュッセルを本拠地とするオーケストラ。旧称：BRTフィルハーモニー管弦楽団（BRT Filharmonisch Orkest）、BRTNフィルハーモニー管弦楽団（BRTN Filharmonisch Orkest）、フランダース放送管弦楽団（Vlaams Radio Orkest）。オランダ語公共放送であるVRT（旧BRT、BRTN）の関連団体であったが、現在はフラマン語共同体の一組織となっている。

## 概要
ベルギー国立放送協会（NIR/INR）が1935年に発足させた放送用アンサンブルが前身。この団体が1977年にオランダ語放送局（BRT、現VRT）とフランス語放送局（RTBF）に分離した際、1978年にBRT側が創設したのがBRTフィルハーモニー管弦楽団である（RTBF側はRTBF交響楽団を創設したが、1991年に解散した）。
1998年に自主運営団体への改組に伴いフランダース放送管弦楽団と改称。2008年にミシェル・タバシュニクが就任し、同年に現在名となった。それ以前の歴代の音楽監督にはフェルナン・テルビ、アレクサンダー・ラハバリ、フランク・シップウェイ、ヨエル・レヴィ、ステファン・ドゥネーヴがいる。2022年より大野和士が首席指揮者を務める。
2005年より、イクセルにある改築されたアール・デコ建築「フラジェ（Flagey）」のスタジオ4を本拠地として定期公演を行っている。パレ・デ・ボザール（Palais des Beaux-Arts）も主要な会場である。

## 録音
2010年に自主レーベル「Brussels Philharmonic Recordings」を設立し、タバシュニクの指揮による音源を発表している。また、映画音楽の演奏に積極的に参加しており、ゴールデングローブ作曲賞に輝いた2004年の『アビエイター』（作曲：ハワード・ショア）、アカデミー作曲賞とゴールデングローブ作曲賞を共に獲得した2011年の『アーティスト』（作曲：ルドヴィック・ブールス）でサウンドトラックの演奏を担当した。
2016年にはドイツ・グラモフォンよりステファヌ・ドゥネーヴ指揮『コネソン作品集』をリリース。同年のディアパソン・オブ・ジ・イヤーを受賞した。

## 名称の変遷と別名
- 1935年 - 1978年：INR交響楽団（RTB-BRT交響楽団、ベルギー放送交響楽団とも）[5]
- 1978年 - 1991年：BRTフィルハーモニー管弦楽団（ベルギー放送フィルハーモニー管弦楽団とも）
- 1991年 - 1998年：BRTNフィルハーモニー管弦楽団（同上）
- 1998年 - 2008年：フランダース放送管弦楽団（フランドル放送管弦楽団とも）
- 2008年 - 現在：ブリュッセル・フィルハーモニック（ブリュッセル・フィルハーモニー管弦楽団とも[6]）

## 歴代首席指揮者・音楽監督
- フランツ・アンドレ （1935年 - 1958年）
- ダニエル・ステルネフェルト （1958年 - 1970年）
- アーウィン・ホフマン （1973年 - 1976年）
- フェルナン・テルビ （1978年 - 1988年）
- アレクサンダー・ラハバリ （1988年 - 1996年）
- フランク・シップウェイ （1997年 - 1999年）
- ヨエル・レヴィ （2001年 - 2007年）
- ミシェル・タバシュニク （2008年 - 2015年）
- ステファヌ・ドゥネーヴ （2015年 - 2022年）
- 大野和士（2022年 -）